# Ludwig von Hofmann

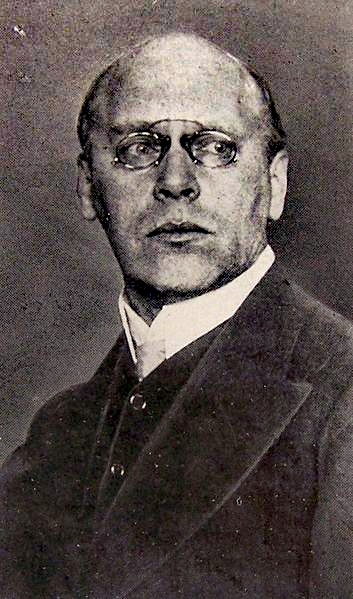
Ludwig von Hofmann

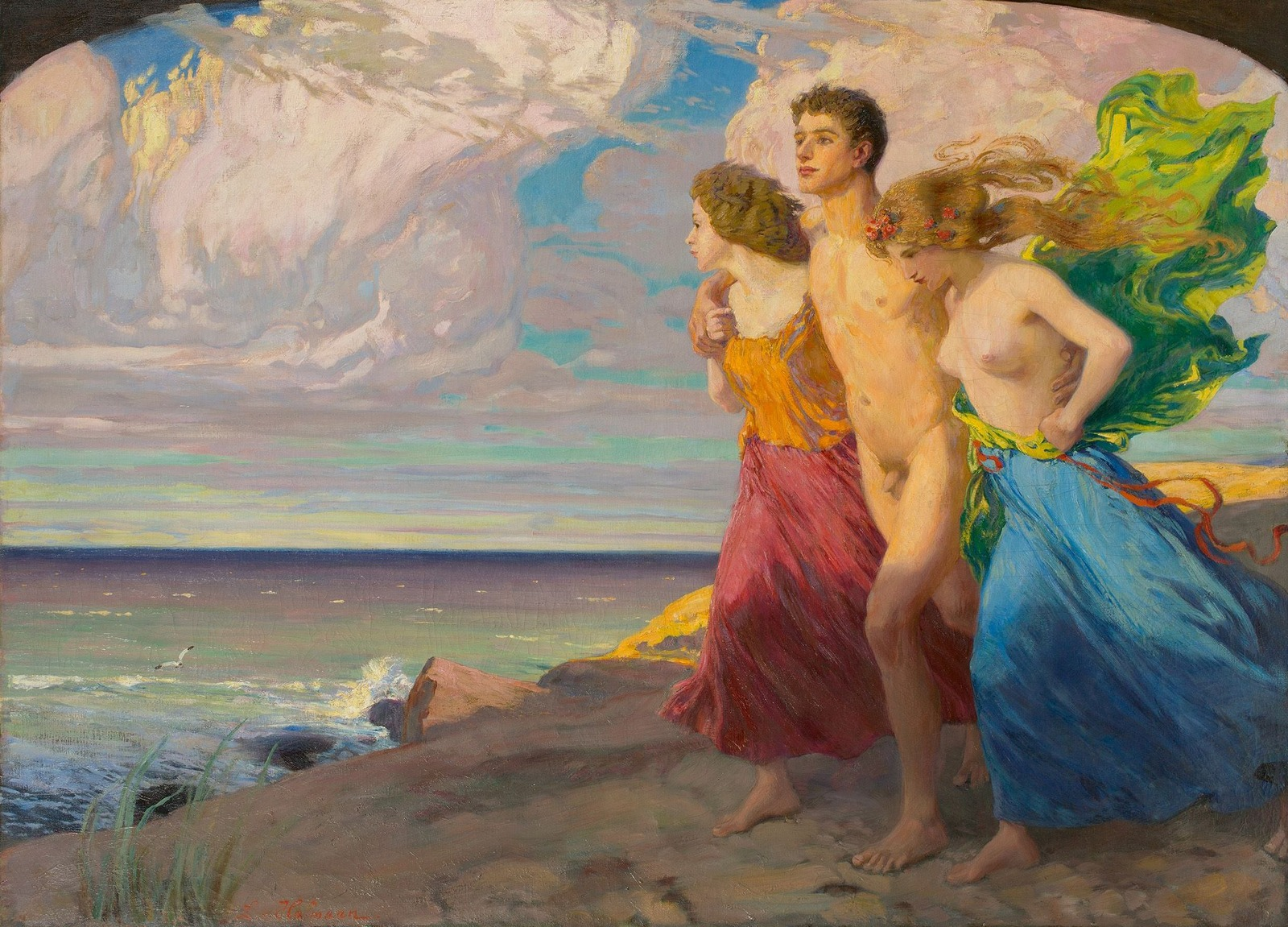
La Tempesta.

Ludwig von Hofmann (Darmstadt, 17 agosto 1861 – Berlino, 23 agosto 1945) è stato un pittore tedesco noto per i suoi dipinti e i suoi disegni (tra impressionismo e Secessione) e per i suoi cicli decorativi.

## Vita e opere
Ludwig von Hofmann nacque a Darmstadt, una città industriale di provincia, capoluogo dell'Assia. Nonostante sia privo della vista di un occhio, dimostra un talento precoce per le arti, e molto giovane parte per Berlino, Parigi e Vienna per affinare gli studi e la formazione. 
Nasce così una pittura di respiro europeo, che oscilla tra impressionismo, classicismo e le suggestioni della Secessione viennese dell'Art Déco che trova nel nudo femminile e maschile la sua massima e sensuale espressione. La sua opera viene oggi assimilata al movimento denominato Deutsche Kunst und Dekoration e molte delle sue opere appaiono nella rivista Pan del quale fu l'ispiratore. 
Bisessuale, nel 1899 sposerà la cugina, non abbandonando le sue frequentazioni omosessuali, che lo fanno uno dei nomi di riferimento della cultura gay.
Tra le sue opere più famose “Pioggia” e “Narciso”. 
Fu molto apprezzato da Thomas Mann, che ne fu amico e critico